# Devlet Su İşleri
Devlet Su İşleri, abgekürzt mit DSİ, ist die staatliche Wasserbehörde der Türkei. Die Behörde ist zuständig für Trink- und Brauchwasser, für Elektrizitätsgewinnung durch Wasserkraft, die Wassernutzung der Landwirtschaft, Umweltschutz und Schutz vor Überschwemmungen. Die offizielle Bezeichnung der Behörde lautet Devlet Su İşleri Genel Müdürlüğü („Generaldirektion für Wasserangelegenheiten des Staates“). Die Abkürzung ist DSİ. Die Wasserbehörde ist dem Umwelt- und Forstwirtschaftsministerium angegliedert.

## Aufbau
Die Wasserbehörde ist eine „Generaldirektion“ (Genel Müdürlüğü) und wird gegenwärtig (2021) von V. Kaya Yildiz geleitet. Der Generaldirektion sind verschiedene Organisationseinheiten mit Zuständigkeiten für Presse, Rechtswesen, Kontrolle und daneben noch die Facheinheiten für die einzelnen Aufgabenbereichen unterstellt. In den Provinzen ist die Wasserbehörde mit 26 „Gebietsdirektionen“ vertreten. Dabei werden auch mehrere Provinzen zu einem „Gebiet“ (Bölge) zusammengefasst.

## Geschichte
Vorläufer der Wasserbehörde war die Sular Fen Heyeti Müdürlüğü („Direktion des wassertechnischen Ausschusses“), das im Jahre 1925 gegründet wurde. Nach einer großen Trockenheit folgte dann im Jahre 1929 die Gründung der Sular Umum Müdürlüğü („Generaldirektion für Wasser“). 1939 wurde das Su İşleri Reisliği („Präsidium für Wasserangelegenheiten“) gegründet. Es war dem Ministerium für öffentliche Angelegenheiten angegliedert. Im Jahre 1954 wurde die Wasserbehörde mit mehr Kompetenzen ausgestattet und in Devlet Su İşleri Umum Müdürlüğü umbenannt. Seit 2007 ist die Wasserbehörde dem Ministerium für Umwelt und Forstwirtschaft angegliedert.